# Caperdonich
Caperdonich ist eine ehemalige Whiskybrennerei in Rothes, Moray, Schottland, Großbritannien.

## Geschichte
Die Brennerei wurde 1897 durch James Grant als Glen Grant No. 2 gegenüber von Glen Grant gegründet. Die beiden Destillerien waren bis zur ersten Schließung von Glen Grant No. 2 1902 durch eine Pipeline verbunden. Erst 1965 wurde die Brennerei durch Glenlivet Distilleries renoviert und unter dem Namen Caperdonich wiedereröffnet. 1967 wurde sie um zwei Brennblasen auf vier erweitert. 1977 ging sie an Seagram und 2001 zu Pernod Ricard, die sie im August 2002 stilllegten und Teile des Geländes verkauften. Ende 2010 wurde die Brennerei abgerissen.
Die The Owl Distillery aus Belgien hat inzwischen eine Wash- und eine Spiritstill der Brennerei erworben. Ebenso ging ein paar an die Falkirk Distillery, als drei Gärbottiche an Wolfburn in Thurso gingen.

## Produktion
Das Wasser der zur Region Speyside gehörenden Brennerei stammte aus dem Back Burn (Caperdonich Well). Die Destillerie verfügte über einen Maischbottich (mash tun) (4,6 t) aus Edelstahl und acht Gärbottiche (wash backs) (zusammen 184.000 l). Destilliert wurde in zwei wash stills (zusammen 23.000 l) und zwei spirit stills (zusammen 14.000 l).